# Balada de los boinas verdes
La Balada de los Boinas Verdes (Ballad of The Green Berets en inglés) es una canción derivada del poema compuesto por el sargento Barri Sadler miembro de las Fuerzas Especiales de los Estados Unidos mientras convalecía de las heridas recibidas en la guerra de Vietnam en 1965. Ha sido traducida a varios idiomas, formó parte de la banda sonora de la película Los boinas verdes de 1968 dirigida e interpretada por John Wayne y Mervyn LeRoy.
Unidades de otros países también han adoptado este tema como parte de su lista de canciones e himnos, caso de las COES después GOES del Ejército Español.

## Historia
Estados Unidos llevaba enviando asesores a Vietnam cuando aún era colonia francesa (Bergot, 1979). Sin embargo, las lecciones aprendidas en la Guerra de Corea indicaban la idoneidad de contar con unidades capaces de vivir del terreno y entrenar a la población local contra los insurgentes. Fueron de las primeras en ir a Vietnam y también de las primeras en combatir (Guerrero et al., 1988a). Uno de los soldados enviados a Vietnam en las primeras misiones fue Barri Sadler, sargento de las Fuerzas Especiales de los Estados Unidos. En 1965 tuvo que ser hospitalizado y mientras se recuperaba escribió un poema sobre su unidad, novedosa en aquella época, en honor a un compañero suyo fallecido tres años antes, el hawayano James Gabriel Jr (Espín, 2018). Posteriormente dicho poema fue la base para la que se conoce en todo el mundo como La Balada de los Boinas Verdes (Angulo Lafuente, 2012, p. 187).
La canción salió a la venta al año siguiente cosechando un éxito inesperado, obligando al autor a grabar un álbum completo y aparecer en televisión, como por ejemplo en El Show de Ed Sullivan. Incluso de la antigua Alemania Federal llegó al sexto lugar en las listas de ventas (Espín, 2018). Dos años después, 1968, John Wayne lo utilizaría como cabecera y banda sonora de su película Los boinas verdes (Angulo Lafuente, 2012, p. 187).

## El comienzo de un mito
En 1966 La Balada de los Boinas Verdes estuvo cinco semanas seguidas en el número uno de la lista Billboard como el sencillo más vendido, por encima incluso de trabajos realizados por los Rolling Stones y los Beatles. Pero su influencia traspasó la década de 1960 y posteriormente fue traducida al sueco, italiano, finés, portugués, holandés y por supuesto, español. Se la menciona en novelas como Instinto asesino (Finder, 2012) e incluso autores como Willian C.Tailor (2012, p. 31) afirman que para ciertas personas fue el primer disco que compraron en su vida.
La canción ha seguido cantándose en distintos cuerpos y así ha sido adoptada por las Compañías de Operaciones Especiales (COE)s del Ejército de Tierra español, posteriormente Grupos de Operaciones Especiales, y se cantaba tras el breve acto de la entrega de la boina verde, distintivo de quienes habían pasado la primera fase de instrucción (Rueda Caballero, 2013, p. 118). Tanto es así que se toca y canta en los conciertos ofrecidos por distintas bandas de música militares españolas.